# Gladstone’s Land

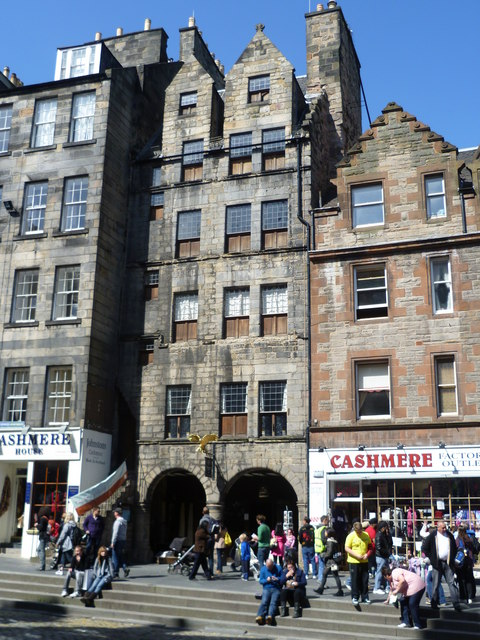
Gladstone’s Land

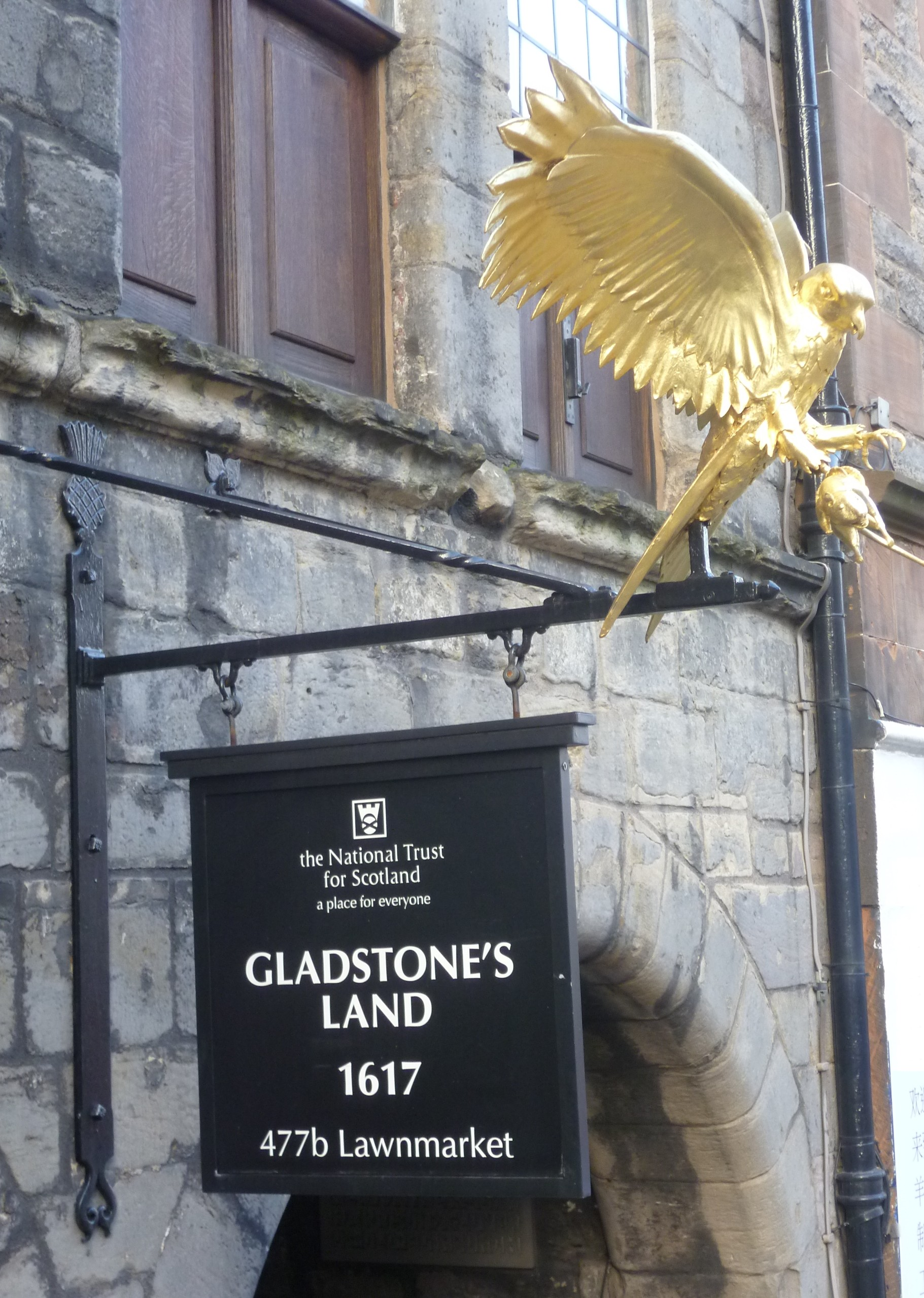
Goldene Figur eines Gled über dem Eingang von Gladstones Land

Gladstone’s Land ist eines der ältesten erhaltenen Stadthäuser Edinburghs und geht auf ein Gebäude aus dem 16. Jahrhundert zurück, das 1617 von Thomas Gledstanes und seiner Frau gekauft wurde, die es so ausbauen ließen, wie es heute noch weitestgehend besteht. Es wurde von Historic Environment Scotland in die höchste Kategorie A der schottischen Denkmalliste aufgenommen und befindet sich im Besitz des National Trust for Scotland. Der Name leitet sich vom ersten dokumentierten Besitzer Thomas Gledstanes ab.

## Beschreibung
Gladstone’s Land ist ein Stadthaus im Zentrum von Edinburgh, Lawnmarket 481 und 483 auf der Royal Mile, das auf ein Gebäude aus dem 16. Jahrhundert zurückgeht. Es wurde 1617 von Thomas Gledstanes und seiner Frau Bessie Cunningham gekauft, auf einem Stein im Kniestock sind ihre Initialen „TC“, „BC“ und ihr Handelszeichen (ein Andreaskreuz auf einem Stamm) eingemeißelt. Der Name leitet sich vom ersten dokumentierten Besitzer Thomas Gledstanes ab. Basierend auf einem Bau aus dem 16. Jahrhundert ließen sie es ausbauen, die Hausfront wurde 1621 vollendet und besteht aus grauen Steinblöcken. Es ist ein schmales fünfgeschossiges Gebäude mit einem L-förmigen Grundriss. Der rechte Flügel ist aus dem 16. Jahrhundert, mit Anbauten aus dem 18. Jahrhundert. Weitere Umbauten und Erweiterungen im 19. Jahrhundert. Restaurierungen: 1934–36 nach Entwürfen von Frank C. Mears und 1979–80 von Robert Hurd and Partners. Das Dachgeschoss ist als paarige Gaube ausgeführt, das Erdgeschoss mit zwei Rundbögen und Rundpfeiler als offene Arkade mit einem gepflasterten Vorhof und einer Außentreppe mit Eisengeländer links gestaltet. Die Außentreppe führt zum ersten Geschoss. Der Keller ist dreijochig. Über dem Eingang schwebt die goldene Figur eines Gled (Scots Rotmilan oder Falke).
Die Hinterfront stammt aus dem 16. Jahrhundert. Sie enthält ältere Elemente und ist mit grauem Harl verputzt,
- östliche Ansicht: Kleine Fenster zur Beleuchtung des Treppenhauses, das Treppenhaus hat einem asymmetrischen Giebel. Ein zweigeschossiger, verputzter Holzanbau. Die dritte und vierte Etage haben eine zweijochige Balkendecke, die paarigen Gauben der vierten Etage laufen in das darüber liegende Dach aus.
- nördliche Ansicht: Überdachte Treppe auf der linken Seite, die zu einer holzvertäfelten Tür mit kleinem Fenster und einer haubigen Überdachung führt. Reste von früherer Bebauung sind sichtbar.
- westliche Ansicht: zwei Erker mit gleich ausgeführten Fenstern. Breiter, die Wand krönender Schornstein.[3]

Das Gebäude befindet sich heute im Besitz des National Trust for Scotland. und wurde von Historic Environment Scotland in die höchste Kategorie A der schottischen Denkmalliste aufgenommen.

## Geschichte
Die Geschichte von Gladstone’s Land geht auf das Jahr 1501 zurück. 1617 wurde es vom Händlerehepaar Thomas Gledstanes und Bessie Cunningham gekauft und in den folgenden Jahren ausgebaut. Die Gledstanes lebten in den oberen Etagen und hatten die Untergeschosse vermietet. Im Erdgeschoss hatten der Händler John Riddoch und seine Frau Margaret Nobill eine Taverne, im ersten Obergeschoss ein Geschäft, in dem sie Dinge des täglichen Bedarfs wie Rosinen, Gewürze, Süßigkeiten, Wäschestärke, Tonpfeifen, aber auch exotischere Dinge und Waren aus der Karibik, Indien, China und Südostasien verkauften. Riddoch starb 1632, das Geschäft wurde von einem Andrew Pringle übernommen. Im Testament von Riddoch wurde auch eine Frau namens Issobel Johnstone mit einer Summe von 122 £ erwähnt, eine damals enorme Summe. Sie war eine Subpächterin der Taverne, die er im Erdgeschoss gepachtet hatte. Durch diese Erwähnung wurden Historiker auf eine Reihe solcher Frauen aufmerksam und dass dieses keine Ausnahme war. Frauen wie Issobel Johnstone wirtschafteten auf eigene Rechnung und eigenständig.
Von 1626 bis 1633 lebte William Struthers im Haus, Geistlicher in der St Giles’ Cathedral, die etwa 100 m östlich liegt. Er war 1632 als „Investigator“ in einen berüchtigten Hexenprozess gegen Marion Mure verwickelt.
1636 wurde neben Gledstanes der Händler David Jonkin Miteigentümer von Gladstone’s Land. Jonkins wurde bekannt, als er 1639 den Scottish Covenant unterstützte, indem er Feuerwaffen an Archibald Campbell verkaufte und ein Kriegsschiff in Holland kaufte.
Von 1630 bis 1635 lebte James Crichton, Laird of Frendraught im Gladstone’s Land. Er war kurz zuvor von seinem Schloss Frendraught House im Aberdeenshire geflohen, wo mehrere Männer unter mysteriösen Umständen durch einen Brand zu Tode kamen und er in diesem Zusammenhang verdächtigt wurde. Er bat den Privy Council of Scotland (ein Beratergremium für den König, damals Karl I), diesen Sachverhalt zu untersuchen.
Zum Ende des 17. Jahrhunderts lebte ein Händler namens John Sumervaill im Gladstone’s Land. Er war am desaströs erfolglosen Darién-Projekt beteiligt, das Schottland fast ruinierte. Das Darién-Projekt war der Versuch, im heutigen Panama eine schottische Kolonie zu gründen, um einen Kanal durch die Landenge zu bauen. Das Projekt wurde erst mehrere Jahrhunderte späten mit dem Panamakanal realisiert.
Es gibt Hinweise, dass im Gladstone’s Land Prostituierte ihre Dienste anboten.
Im 18. Jahrhundert wurde das Haus weiter als Geschäftshaus genutzt, bekannt sind die Namen Elizabeth Pillans und ihr Ehemann William Dawson, die ein Geschäft für feine Bekleidung betrieben. Zum Ende des 18. Jahrhunderts verlor die Old Town ihren vornehmen Status, es zogen weniger feine Bewohner ein, die Oberschicht zog in die New Town. Daher sind aus dieser Zeit nur wenige Dokumente zur Geschichte des Hauses greifbar. Das Haus verfiel mehr und mehr und war 1934 ein Abrisskandidat, wurde dann aber von Helen Roberts Harrison dem National Trust for Scotland geschenkt. Dieser ließ es mit Entwürfen des Architekten Sir Frank Mears und in Zusammenarbeit mit dem Ancient Monuments Department of the Ministry of Works in Edinburgh und erneut 1978–80 von Robert Hurd and Partners restaurieren. Nach der Restaurierung waren das Erdgeschoss und die beiden unteren Etagen der Öffentlichkeit zugänglich.

## Das Gladstone’s Land im 21. Jahrhundert
Von 2020 bis 2021 wurde das Haus für eine Summe von 1,4 Millionen £ erneut renoviert. Im Zuge dieser Arbeiten wurden painted ceilings (Decken- und Wandzeichnungen) freigelegt, die um 1620 gemalt wurden. Die Balken der Decken bestehen aus Eichenholz, während die Deckbretter aus Kiefer bestehen, die sehr wahrscheinlich aus Schweden oder Skandinavien geliefert wurde. Welche Farben und anderen Materialien im 17. Jahrhundert für solche Holzmalereien verwendet wurden und was sie kosteten, führt Ian Campbell in einem Blog detailliert auf.
Seit dem 21. Mai 2021 ist das Haus wieder eröffnet. Im Erdgeschoss befinden sich jetzt ein Eiscafé und ein Geschäft. Im 1. bis 3. Obergeschoss ist ein Museum eingerichtet worden, in dem Handel und Leben der letzten 500 Jahre gezeigt werden. Das erste Obergeschoss zeigt eine Rekonstruktion der Einrichtung des Kaufmanns John Riddoch aus dem 17. Jahrhundert, die nach den Angaben seines Testaments angefertigt wurde. Ein Raum ist die Nachbildung seines Lagers mit Gewürzen. Diese Gewürze wurden als mögliches Heilmittel gegen die Pest verwendet. Im zweiten Obergeschoss kann man einen Laden für Seide, Spitzen und bedruckter Baumwolle und eine Tuchmacherei aus dem späten 18. Jahrhundert besichtigen, die nach den Unterlagen des Handelsunternehmens Dawsons Cotton & Wool Sales rekonstruiert werden konnte. Das dritte Obergeschoss ist nach der Restaurierung 2019–2021 zum ersten Mal für die Öffentlichkeit zugänglich. Es zeigt die Räumlichkeiten, wie sie im frühen 20. Jahrhundert aussahen, unter anderem ein Zimmer, das eine Witwe namens Mary Wilson in einer Zeitungsanzeige als „Appartement für zwei oder drei respektable Männer“ anbot. Im 4. und 5. Obergeschoss befinden sich Ferienwohnungen. Neben diesen „statischen“ Ausstellungen gibt es Programme, die mit allen Sinnen die Zeit der letzten 500 Jahre lebendig werden lassen, so kann man mit einem von Clara Weale entwickelten Programm auch mit der Nase erfahren, wie es in Gebäuden wie dem Gladstone’s Land gerochen hat. Eine Auswahl von acht besonders hervorzuhebenden Ausstellungsstücke kann man im Netz betrachten. 2019 wurde Gladstone’s Land von rund 20.000 Personen besucht. 2024 betrug die Besucherzahl etwa 380.000 Personen.